# Дориклеј
Дориклеј је у грчкој митологији био један од Хипоконтида.

## Митологија
Био је један од Хипоконтових синова, кога је убио Херакле. Према Паусанији, који га назива Доркеј, он је био, заједно са својим братом Себрусом, епонимни спартански херој. Извор крај светилишта у Спарти је зато назван Доркеја.